# 马西尼亚诺
马西尼亚诺（義大利語：Massignano），是意大利阿斯科利皮切诺省的一个市镇。总面积16.35平方公里，人口1657人，人口密度101.3人/平方公里（2009年）。ISTAT代码为044029。